# Алескеров, Фуад Тагиевич
Фуад Тагиевич (Фуад Таги оглы) Алескеров (род. 23 января 1951, Баку) — российский математик, экономист, специалист в области теории принятия решений, теории игр (включая математическое моделирование политических процессов) и теории управления, доктор технических наук, профессор, заслуженный профессор Национального исследовательского университета Высшая Школа Экономики, Почётный работник науки и техники Российской Федерации, член Европейской академии. Заслуженный работник высшей школы Российской Федерации (2025).
Профессор и руководитель Департамента математики Факультета экономических наук НИУ ВШЭ, заведующий Международным центром анализа и выбора решений, заведующий лабораторией «Теории выбора и анализа решений им. М. А. Айзермана» Института проблем управления им. В. А. Трапезникова (ИПУ РАН).

## Биография
Родился в 1951 году в Баку, учился в школе № 23. После школы поступил в Азербайджанский институт нефти и химии им. М. Азизбекова. По совету своего институтского преподавателя академика Азада Мирзаджанзаде в 1969 году поехал в Москву и поступил на механико-математический факультет МГУ, который окончил в 1974 году. Среди его преподавателей были Александр Курош, Борис Демидович, Андрей Колмогоров, а также известный советский учёный в области теории управления Марк Аронович Айзерман, который стал его научным руководителем, а также взял его на работу в свою лабораторию в Институт проблем управления им. В. А. Трапезникова (ИПУ РАН). В 1975—1980 годах — стажёр, аспирант ИПУ РАН. В 1981 году защитил в ИПУ РАН кандидатскую диссертацию «Интервальный выбор» по специальности «Управление в социальных и экономических системах» (научный руководитель — М. А. Айзерман). Младший научный сотрудник ИПУ РАН (1980—1985), старший научный сотрудник ИПУ РАН (1986—1989), заведующий сектором ИПУ РАН (1989—1991), заведующий лабораторией ИПУ РАН (1991—1998). В 1993 году защитил в ИПУ РАН докторскую диссертацию «Локальные модели агрегирования» в ИПУ РАН по специальности «Управление в социальных и экономических системах». Ведущий научный сотрудник ИПУ РАН (1998—2001), заведующий лабораторией ИПУ РАН (с 2001 года). C 2003 года руководит Департаментом математики Архивная копия от 24 ноября 2020 на Wayback Machine на факультете экономических наук НИУ ВШЭ Архивная копия от 24 ноября 2020 на Wayback Machine. С 2009 года заведует Международным центром анализа и выбора решений. Архивная копия от 23 октября 2020 на Wayback Machine.

## Научный вклад

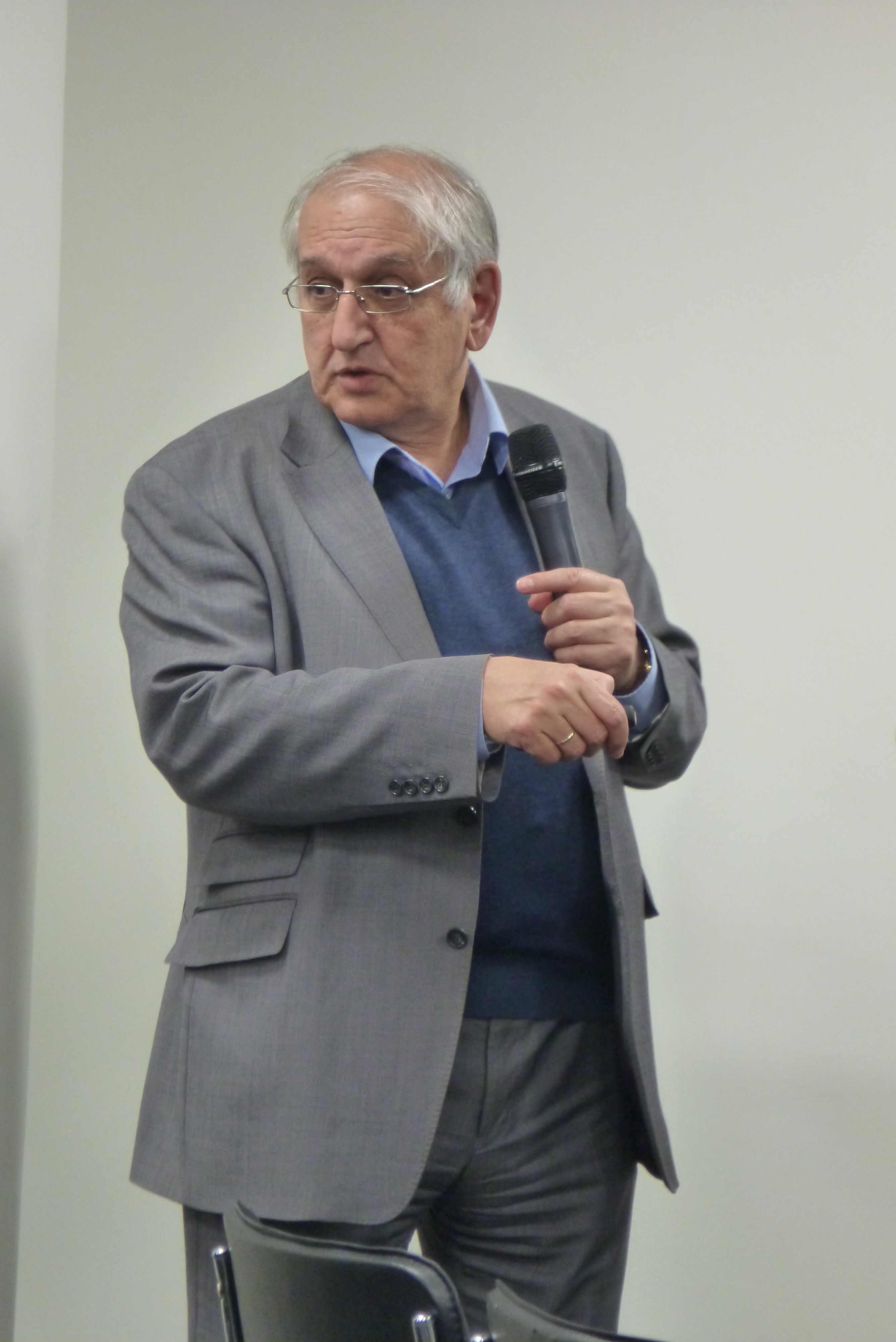
Фуад Алескеров в Ельцин-центре. 18 декабря 2018 года

Им предложены новые модели агрегирования индивидуальных мнений в коллективное решение, модели в теории полезности с погрешностью, модели влияния и поляризации участников в выборных органах, модели специализации в многоклеточных системах и новые модели центральности в сетях. Им исследовались модели международной миграции, торговли.
- Развил теорию К. Эрроу
- Впервые предложил модели в теории полезности с погрешностью, зависящей от множества альтернатив
- Предложил новые модели оценки эффективности работы университетов
- Разработал эконометрические модели международной миграции, учитывающие уровень образования населения, а также предложил новые модели сетевого анализа международной миграционных процессов
- Ввёл новое понятие центральности в теории анализа сетей

## Членство вУчёных советах
- НИУ Высшая школа экономики
- Факультет экономических наук НИУ ВШЭ

## Международная деятельность
Работал визит-профессором во многих университетах Европы и США, в частности, в Калифорнийском технологическом университете (1992, 1994—1995, Пасадина, США), в Босфорском университете (1995—2001, Стамбул, Турция), в университете Париж 1 (2002, Париж, Франция), в университете Турку (2004, 2008, 2011, Турку, Финляндия), в Международном центре по экономическим исследованиям (2006, 2007, Турин, Италия), в университете Киля (2008, Киль, Германия).
Алескеров выступал с приглашёнными докладами более чем в 30 университетах, в том числе Гарвардском, MIT, Станфордском, Мэрилендском, университете Райса, La Sapienza, Европейском университетском институте, Лондонской школе экономики и др. Выступал с пленарными докладами более 30 раз.
Член Американского математического общества, Международного эконометрического общества, Международного общества по коллективному выбору и общественному благосостоянию, Международного общества экологической экономике, Международного общества по общественному выбору.

## Общественная деятельность
Ф. Т. Алескеров является председателем попечительского совета московской общины прогрессивного иудаизма «Ле-Дор Ва-Дор» («Из Поколения в Поколение»).

## Награды
- Серебряная медаль ВДНХ (1989)
- Премия «Золотая Вышка» Высшей школы экономики за достижения в науке, 2004
- Присвоено звание Почётный работник науки и техники Российской Федерации
- Медаль ордена «За заслуги перед Отечеством» II степени (21 декабря 2013) — за достигнутые трудовые успехи и многолетнюю добросовестную работу[10]
- Заслуженный работник высшей школы Российской Федерации (24 января 2025) — за заслуги в подготовке высококвалифицированных специалистов, научно-педагогической деятельности и многолетнюю добросовестную работу[11]

## Некоторые публикации
- Айзерман М. А., Алескеров Ф. Т. «Выбор вариантов (основы теории)», М., Наука, 1990 (ISBN 5-02-014091-0)
- Алескеров Ф. Т., Ордешук П.[англ.] «Выборы. Голосование. Партии». М.: Академия, 1995 (ISBN 5-7695-0011-5)
- Aizerman M., Aleskerov F. «Theory of Choice», Elsevier, North-Holland, 1995 (ISBN 0-444-822100) (англ.)
- Aleskerov F. «Arrovian Aggregation Models», Kluwer Academic Publishers, Dordercht, 1999 (ISBN 0-7923-8451-2) (англ.)
- Алескеров Ф. Т., Эрсель Х., Сабунчу Я. «От выборов к коалиции: как принимаются политические решения», Yapı Kredi Yayınları, İstanbul, 1999 (на турецком) (ISBN 975-373-639-3 (ошибоч.))
  - Второе издание: Алескеров Ф. Т., Эрсель Х., Сабунчу Я. «От выборов к коалиции: как принимаются политические решения», Eflatun Yayin Evi, 2010 (ISBN 978-605-4334-44-5) 302 с. (тур.)
- Алескеров Ф. Т., Монжарде Б. Aleskerov F., Monjardert B. «Utility Maximization, Choice and Preference», Springer-Verlag, Berlin, 2002 (ISBN 3-540-43089-X), 283 с.
  - Second edition: Aleskerov F., Bouyssou D., Monjardet B. «Utility Maximization, Choice and Preference», Springer Verlag, Berlin, 2007, (ISBN 978-3-540-34182), 283 p.
- Алескеров Ф. Т., Дорофеюк А. А., Мучник И. Б., Пятницкий Е. С., Розоноэр Л. И., Чернявский А. Л., Шубин А. Н. Марк Аронович Айзерман (1913—1992). М.: Физматлит, 2003. — 318 с. ISBN 5-94052-067-7.
- Алескеров Ф. Т., Хабина Э. Л., Шварц Д. А. «Бинарные отношения, графы и коллективные решения», М., Изд. дом ВШЭ, 2006 (ISBN 5-7598-0345-X), 300 с.
  - Второе издание: Алескеров Ф. Т., Хабина Э. Л., Шварц Д. А. «Бинарные отношения, графы и коллективные решения», М.: Физматлит, 2012 (ISBN 978-5-9221-1363-2), 341 с.
- Алескеров Ф. Т., Благовещенский Н. Ю., Сатаров Г. А., Соколова А. В., Якуба В. И. Влияние и структурная устойчивость в российском парламенте (1905—1917 и 1993—2005 гг.), М.: Физматлит, 2007 (ISBN 978-5-9221-0881-2), 309 с.
  - Второе издание: Алескеров Ф. Т., Благовещенский Н. Ю., Сатаров Г. А., Соколова А. В., Якуба В. И. "Влияние и структурная устойчивость в российском парламенте (1905 1917 и 1993—2005 гг.), М.: Физматлит, 2009 (ISBN 978-5-9221-0881-2), 312 с.
- Алескеров Ф., Андриевская И., Пеникас Г., Солодков В. «Анализ математических моделей Базель II», М.: Физматлит, 2010 (ISBN 978-5-9221-1142-3), 286 с.;
  - Второе издание: Алескеров Ф., Андриевская И., Пеникас Г., Солодков В. «Анализ математических моделей Базель II», М.: Физматлит, 2013 (ISBN 978-5-9221-1463-9), 296 с.
- Aleskerov F., Ersel H., Piontkovski D. Linear Algebra for Economists Springer-Verlag, Berlin Heidelberg, 2011, ISBN 978-3-642-20569-9, 286 p.